# Pseudostigma
Pseudostigma is een geslacht van libellen (Odonata) uit de familie van de reuzenjuffers (Pseudostigmatidae).

## Soorten
Pseudostigma omvat 2 soorten:
- Pseudostigma aberrans Selys, 1860
- Pseudostigma accedens Selys, 1860